# Spurmeter
Spurmeter ist eine Maßeinheit zur Bestimmung der Ladekapazität von RoRo-Schiffen. Vereinzelt wird im deutschen Sprachraum auch der englische Begriff Lane Meter genutzt. Ein Spurmeter entspricht einem laufenden Meter einer Ladespur (Lane) von zwei Metern Breite, also einer Fläche von zwei Quadratmetern. Da RoRo-Schiffe unterschiedlichste Arten von rollender Ladung befördern können, wäre eine Kapazitätsangabe in Stück sehr ungenau, da beispielsweise ein zu befördernder PKW deutlich weniger Platz einnimmt als ein LKW.